# Flavio Maestri
Flavio Maestri Andrade (Lima, 21 de enero de 1973) es un exfutbolista y entrenador peruano. Jugó de delantero, destacando a nivel de clubes y en la selección de fútbol del Perú.

## Trayectoria
Debutó profesionalmente en primera división con el club Club Sporting Cristal un 1 de noviembre de 1989. En un partido jugado en el estadio de Matute ante San Agustín, con triunfo celeste por 4-0. Maestri con Cristal consiguió tres títulos en los años 1991, 1994 y 1995
 y luego emigró al fútbol español, a mediados del año 1996, para jugar en el Hércules.
En el año 1998, volvió a Sudamérica para jugar en Chile, en el club Universidad de Chile, donde tuvo una participación brillante. Se consagró campeón en 1999, siendo parte de una de las delanteras más importantes del equipo en las últimas décadas, junto con Leonardo Rodríguez y Pedro González Vera. 
Jugó en Sporting Cristal a inicios de 2002, luego juega en el Club San Luis, regresa al Sporting Cristal en 2003, donde obtiene el Torneo Apertura. Luego viaja a Brasil, integrándose al plantel del Esporte Clube Vitória. Pero muy poco tiempo después de haberse acoplado en el equipo, marcó dos goles, sufrió una rotura de ligamentos, quedando en recuperación. Al año siguiente, volvió a Perú a jugar por Alianza Lima, declarándose hincha del cuadro blanquiazul, lo cual no fue bien visto por los fanáticos de su exequipo, Sporting Cristal. Sin embargo, consiguió el título nacional. Después de recuperarse, viajó a China para jugar por el club Shanghai Jiucheng, actual Wuxi Zobon, donde marcó dos goles en medio año.
En 2006 volvió al Perú a jugar nuevamente por Alianza Lima. Lo llevó, con su experiencia, a coronarse campeón del Torneo Apertura y a ganar el título nacional frente a Cienciano del Cusco. Marcó el gol decisivo en el partido de vuelta. En el club íntimo se mantuvo hasta el final de 2007.
Los primeros meses de 2008, estuvo sin equipo. Sin embargo, en agosto firmó por el Sport Boys, club que luchaba por no descender. Jugó sólo los encuentros que el equipo porteño hacía de local. En 2009 vuelve al Sporting Cristal, donde sumó su gol número cien con la celeste en torneos locales, en un partido jugado ante Sport Áncash en Lima. Debido al rechazo que le tenía la hinchada, no jugó los últimos partidos del torneo ni se le renovó contrato; pasó al retiro definitivo.

## Selección nacional
Maestri participó en el Sudamericano Sub-20 en Puerto Ordaz, Venezuela y anotó tres goles para el seleccionado peruano. También estuvo en la selección sub-23 que participó en un preolímpico en la ciudad de Asunción en 1992. En el preolímpico de 1996, no participó por estar lesionado. En 1991 debutó en la selección con apenas dieciocho años en la Copa América de Chile. En su debut enfrentó al equipo local y anotó un gol (Chile ganó 4-2). Minutos después, saldría lesionado por fractura de tibia y peroné tras un choque con el defensor local Gabriel Mendoza.
Ha anotado once goles con la selección peruana. Ha participado en 4 Copas América (1991,1993,1999 y 2004) y en cinco eliminatorias para la Copa Mundial (1994, 1998, 2002,2006 y 2010).
Su último partido con la selección peruana fue frente a selección de fútbol de Paraguay, cuando ingresó en el segundo tiempo y el partido quedó empatado a cero.

### Participaciones en Copas América
| Copa              | Sede     | Resultado        | Partidos | Goles | Prom. |
| ----------------- | -------- | ---------------- | -------- | ----- | ----- |
| Copa América 1991 | Chile    | Primera fase     | 2        | 1     | 0.50  |
| Copa América 1993 | Ecuador  | Cuartos de final | 4        | 0     | 0.00  |
| Copa América 1999 | Paraguay | Cuartos de final | 3        | 0     | 0.00  |
| Copa América 2004 | Perú     | Cuartos de final | 3        | 1     | 0.33  |

## Clubes

### Como jugador
| Club                 | País   | Año       | Partidos | Goles | Promedio |
| -------------------- | ------ | --------- | -------- | ----- | -------- |
| Sporting Cristal     | Perú   | 1989-1996 | 130      | 78    | 0,60     |
| Hércules             | España | 1996-1997 | 22       | 3     | 0,15     |
| Universidad de Chile | Chile  | 1998-2001 | 91       | 27    | 0,30     |
| Sporting Cristal     | Perú   | 2002      | 16       | 9     | 0,56     |
| San Luis             | México | 2002      | 8        | 1     | 0,13     |
| Sporting Cristal     | Perú   | 2003      | 15       | 8     | 0,53     |
| Vitória              | Brasil | 2003-2004 | 9        | 2     | 0,33     |
| Alianza Lima         | Perú   | 2004      | 15       | 3     | 0,20     |
| Shanghái Shenshua    | China  | 2005      | 18       | 2     | 0,18     |
| Alianza Lima         | Perú   | 2006-2007 | 58       | 21    | 0,36     |
| Sport Boys           | Perú   | 2008      | 10       | 3     | 0,30     |
| Sporting Cristal     | Perú   | 2009      | 18       | 6     | 0,35     |
| TOTAL                | TOTAL  | TOTAL     | 410      | 163   | 0,40     |

#### Copas internacionales
| Club                         | Año   | Torneo                 | Partidos | Goles | Promedio |
| ---------------------------- | ----- | ---------------------- | -------- | ----- | -------- |
| Sporting Cristal · Perú      | 1992  | Copa Libertadores 1992 | 4        | 0     | 0        |
| Sporting Cristal · Perú      | 1993  | Copa Libertadores 1993 | 10       | 6     | 0.6      |
| Sporting Cristal · Perú      | 1994  | Copa Libertadores 1994 | 4        | 2     | 0.5      |
| Sporting Cristal · Perú      | 1995  | Copa Libertadores 1995 | 10       | 2     | 0.2      |
| Sporting Cristal · Perú      | 1996  | Copa Libertadores 1996 | 7        | 0     | 0        |
| Universidad de Chile · Chile | 1998  | Copa Mercosur 1998     | 4        | 1     | 0.25     |
| Universidad de Chile · Chile | 1999  | Copa Mercosur 1999     | 3        | 1     | 0.33     |
| Universidad de Chile · Chile | 2001  | Copa Libertadores 2001 | 4        | 0     | 0        |
| Universidad de Chile · Chile | 2001  | Copa Mercosur 2001     | 3        | 0     | 0        |
| Sporting Cristal · Perú      | 2002  | Copa Libertadores 2002 | 5        | 3     | 0.6      |
| Sporting Cristal · Perú      | 2003  | Copa Libertadores 2003 | 5        | 3     | 0.6      |
| Sporting Cristal · Perú      | 2009  | Copa Libertadores 2009 | 1        | 0     | 0        |
| TOTAL                        | TOTAL | TOTAL                  | 60       | 18    | 0.3      |

#### Resumen estadístico
|                       | Partidos | Goles | Promedio |
| --------------------- | -------- | ----- | -------- |
| Primera división      | 410      | 163   | 0.37     |
| Copas internacionales | 60       | 18    | 0.3      |
| Selección peruana     | 57       | 11    | 0,21     |
| TOTAL                 | 527      | 192   | 0.36     |

### Como entrenador
| Club                     | País | Año  |
| ------------------------ | ---- | ---- |
| Coronel Bolognesi        | Perú | 2014 |
| Willy Serrato            | Perú | 2015 |
| Selección Peruana sub-23 | Perú | 2022 |
| ADA                      | Perú | 2025 |

## Palmarés

### Campeonatos nacionales
| Título              | Club                 | País  | Año  |
| ------------------- | -------------------- | ----- | ---- |
| Campeonato nacional | Sporting Cristal     | Perú  | 1991 |
| Campeonato nacional | Sporting Cristal     | Perú  | 1994 |
| Campeonato nacional | Sporting Cristal     | Perú  | 1995 |
| Campeonato nacional | Sporting Cristal     | Perú  | 1996 |
| Copa Chile          | Universidad de Chile | Chile | 1998 |
| Primera División    | Universidad de Chile | Chile | 1999 |
| Primera División    | Universidad de Chile | Chile | 2000 |
| Copa Chile          | Universidad de Chile | Chile | 2000 |
| Campeonato nacional | Sporting Cristal     | Perú  | 2002 |
| Campeonato nacional | Alianza Lima         | Perú  | 2004 |
| Campeonato nacional | Alianza Lima         | Perú  | 2006 |

### Distinciones individuales
| Distinción                                          | Año  |
| --------------------------------------------------- | ---- |
| Goleador de la primera división del Perú (25 goles) | 1994 |